# Факултет за примењени менаџмент, економију и финансије Универзитета Привредна академија
Факултет за примењени менаџмент, економију и финансије (скраћено МЕФ) је високошколска установа Универзитета Привредна академија. Налази се у Јеврејској улици број 24/1 у Београду. Актуелни декан је Дарјан Карабашевић.

## Студијски програми
Основне академске студије
- Оперативни примењени менаџмент
- Примењена економија и финансије
- Примењене информационе технологије

Мастер академске студије
- Планско-процесни менаџмент
- Примењена економија и финансије
- Информационе технологије

Докторске академске студије
- Интегрално-развојни менаџмент